# Euphausia sibogae
Euphausia sibogae är en kräftdjursart som beskrevs av Hansen 1908. Euphausia sibogae ingår i släktet Euphausia och familjen lysräkor. Inga underarter finns listade i Catalogue of Life.